# Xavier Emmanuelli
Pour les articles homonymes, voir Emmanuelli.
François Xavier Emmanuelli, né le 23 août 1938 à Paris, est un médecin et un homme politique français. Fondateur du SAMU social de Paris, il est secrétaire d'État chargé de l'Action humanitaire d'urgence de 1995 à 1997 et président du Haut comité pour le logement des personnes défavorisées de 1997 à 2015.

## Biographie
Il a des parents corses : son père, instituteur puis médecin, est originaire de Zalana et sa mère, institutrice, de Propriano. Résistants pendant la Seconde Guerre mondiale, ils cachent des enfants juifs et sont reconnus « Justes parmi les nations ». Il a deux sœurs, Anne Marie Emmanuelli-Orecchioni, professeur d'université (faculté de pharmacie), et Claire Emmanuelli-Zara, médecin gynécologue, et un frère, Jean-Marc Emmanuelli, gynécologue et chirurgien, président de l’Association des médecins corses fondée par leur père, après la Seconde Guerre mondiale, avec des médecins insulaires exilés à Paris.
Pendant ses années d'études, il hésite entre la philosophie et la médecine. Militant communiste, il est copain de fac de Bernard Kouchner, avec qui il participe au service d'ordre antifasciste, puis à une expédition en Jordanie, en septembre 1970, cet anticolonialiste est un dessinateur occasionnel dans Hara-Kiri. Avec Rony Brauman, il fait partie des nombreux membres du groupe d'amis de Cochin, qui ont une « forte propension » à  « vivre le militantisme comme une occasion d'aller » principalement « casser du faf », contre lesquels il fait « fréquemment le coup de poing »,.
Il opte finalement pour la médecine, étant diplômé en 1967 puis se spécialisant en neurologie puis en anesthésie-réanimation en 1976. Il est médecin généraliste des Houillères à l’hôpital des Mines de Freyming-Merlebach de 1972 à 1975 puis médecin dans la marine marchande pendant deux ans. Entre-temps, il a intégré la direction de Médecins sans frontières, où il retrouve Rony Brauman qu'il a connu dans ses années militantes lorsqu'il était étudiant à l'hôpital Cochin et à qui il refuse par deux fois des missions lorsqu'il se présente en 1976 et 1978. Il se forme ensuite à l’urgence et rejoint le SAMU sous la direction de son maître le professeur Pierre Huguenard, un des fondateurs du SAMU. Il a trois enfants qui ont aussi suivi des études de médecine.
En 1993, il cofonde le SAMU social de la ville de Paris avec Dominique Versini[réf. souhaitée]. Depuis 1997, il est redevenu praticien hospitalier et est responsable du réseau national Souffrance psychique et précarité créé en avril 1998.

## Principales fonctions
- Cofondateur de Médecins sans frontières en 1971.
- Médecin-chef à la maison d'arrêt de Fleury-Mérogis de 1987 à 1993.
- Fondateur en 1993 du SAMU social de la ville de Paris dont il démissionne en juillet 2011, à la suite de l'annonce de l'État sur les réductions drastiques des moyens alloués à l'hébergement d'urgence[10]. Il poursuivra toutefois son action au Samusocial International.
- Secrétaire d'État auprès du Premier ministre, chargé de l’Action humanitaire d'urgence du 18 mai 1995 au 2 juin 1997 (premier et deuxième gouvernement Juppé)[11].
- Président du Haut comité pour le logement des personnes défavorisées du 29 août 1997 au 23 août 2015.
- Fondateur du Samusocial International (1998).
- Membre du conseil d'administration de l'OFPRA (mai 2009).
- Membre de la Commission nationale consultative des droits de l'homme (septembre 2015).
- Parrain d'ActionFroid (Association citoyenne à but non lucratif venant en aide aux sans domicile fixe toute l'année).
- Membre du comité d'honneur d'Aviation sans frontières et, en cette qualité, préfacier du livre de Bernard Chauvreau Pilotes sans frontières (Éditions France-Empire, septembre 1999).

## Décorations
- Grand officier de la Légion d'honneur en 2020[12] (commandeur en 2005 et membre du conseil de l’ordre national de la Légion d'honneur[13]).
- Grand officier de l'ordre national du Mérite en 2014[14].
- Médaille d'honneur de la santé et des affaires sociales, or de droit en tant que membre du comité de la médaille d'honneur de la santé et des affaires sociales (2012)[15]

## Œuvres
- Accueillons les migrants! Ouvrons nos portes, ouvrons nos cœurs éditions de l'Archipel, 2017,  (ISBN 978-2809823189)
- Les Enfants des rues, Odile Jacob, 2016,  (ISBN 978-2738134608)
- En cas d'urgence, faites le 15, avec Suzanne Tartière, Albin Michel, 2015,  (ISBN 978-2-226-37550-6)
- S'en fout la mort, avec Sylvie Coma, (Éditions Les Échappés, 2012),  (ISBN 978-2-35766-048-9)
- Au seuil de l'éternité (Albin Michel, 2010), prix Spiritualités d'aujourd'hui 2010  (ISBN 978-2-226-20738-8)
- La grande exclusion, avec Catherine Malabou (Bayard, 2009)  (ISBN 978-2-227-47915-9)
- L'homme en état d'urgence (Hachette, 2005)  (ISBN 2-01-235777-6)
- En collaboration avec Ursula Gauthier Out... La malédiction de l'exclusion peut-elle être vaincue ? (Robert Laffont, 2003)  (ISBN 2-221-09984-2)
- La Fracture sociale (PUF, 2002)  (ISBN 2-13-052069-3)
- Célébration de la pauvreté : regards sur François d'Assise, avec Michel Feuillet (Albin Michel, 2000)  (ISBN 2-226-12075-0). (Grand Prix catholique de littérature 1995)
- Dernier avis avant la fin du monde (Albin Michel, 1994, réed. 1999)  (ISBN 2-226-11096-8) Il reçoit le Grand Prix de littérature catholique en 1995.
- L'homme n'est pas la mesure de l'homme coécrit avec Gilles Van Grasdorff (Presses de la renaissance) (Prix Louis Pauwels en 1999)
- Au secours de la vie : La médecine d'urgence, coll. « Découvertes Gallimard / Sciences et techniques » (no 281), avec Julien Emmanuelli, Gallimard, 1996,  (ISBN 2070533247)
- J'attends quelqu'un, avec Marie-Elisabeth Jeannin (Albin Michel, 1996)  (ISBN 2-226-08690-0)
- Dans la rue, avec Clémentine Frémontier et Olivier Tallec (Le Baron perché, 2006)  (ISBN 2-35131-010-1)
- Les prédateurs de l'action humanitaire, Albin Michel, 1991
- Médecine et secours d'urgence, (PUF, 1979)  (ISBN 9782130361817)
- Moriturus. Récit, Denoël, 1971

Il participe aux collectifs : 
- La fragilité, faiblesse ou richesse ? avec Marie Balmary, Lytta Basset, Éric Geoffroy, Elena Lasida, Lama Puntso, Bernard Ugeux et Jean Vanier, Albin Michel, 2009
- Célébration de la pauvreté, Albin Michel, 2000
- Célébrations chrétiennes, Albin Michel, 2004